# Svilojevo
Svilojevo (srp. Свилојево, mađ. Szilágyi, nje.  ) je selo u općini Apatin.

## Zemljopisni položaj
Nalazi se u zapadnobačkom okrugu u autonomnoj pokrajini Vojvodini, Srbija.
Na sjednici Skupštine općine Apatin od lipnja 2006., mađarski jezik je dobio status službenog jezika u Svilojevu. Dotada je samo srpski jezik imao taj status, iako su Mađari sve vrijeme činili 58% stanovnika u Svilojevu.

## Povijest
Selo je osnovano 1901. 

## Stanovništvo
U selu, po popisu stanovništva iz 2002., živi 1364 stanovnika.
Narodnosni sastav po popisu 2002. je: 
- Mađari = 792 (58,07%)
- Srbi = 403 (29,55%)
- Hrvati = 47 (3,45%)
- Jugoslaveni = 19 (1,39%)
- ostali.

U selu većinsku narodnosnu zajednicu čine Mađari. 

## Povijesna naseljenost
- 1961.: 1785
- 1971.: 1667
- 1981.: 1490
- 1991.: 1278
- 2002.: 1364

## Vanjske poveznice
- Svilojevo  Arhivirana inačica izvorne stranice od 13. rujna 2008. (Wayback Machine)
- Svilojevo  Arhivirana inačica izvorne stranice od 1. lipnja 2009. (Wayback Machine)